# Polk megye (Georgia)
Polk megye az Amerikai Egyesült Államokban, azon belül Georgia államban található. Megyeszékhelye és legnagyobb városa Cedartown. Lakosainak száma 42 853 fő (2020. április 1.). Polk megye Floyd, Bartow, Paulding, Haralson, Cleburne és Cherokee megyékkel határos.

## Népesség
A megye népességének változása:
| Lakosok száma | 41 528 | 41 284 | 41 160 | 41 183 | 41 524 | 42 853 |
|               | 2010   | 2011   | 2012   | 2013   | 2015   | 2020   |